# Tocqueville-sur-Eu
Tocqueville-sur-Eu est une ancienne commune française située dans le département de la Seine-Maritime en Normandie.
Dans le cadre de la fusion le 1er janvier 2016 des 18 communes qui constituaient la communauté de communes du Petit Caux pour former la commune nouvelle du Petit-Caux, Tocqueville-sur-Eu devient à cette date une de ses communes déléguées.

## Géographie

### Description
Le village se trouve sur le littoral de la Manche.et est desservi par l'ancienne route nationale 25 (actuelle RD 925).
La ville la plus proche se trouve être Dieppe, à près de 18 km à vol d'oiseau. .

### Communes limitrophes
Le territoire de l'ancienne est limité par les villages de Criel-sur-Mer, Biville-sur-Mer, Brunville, Guilmécourt et Assigny

## Toponymie
Le nom de la localité est attesté sous les formes Toche villa en 1059, Apud Thochevillam en 1125, Apud Tockevillam en 1151, de Thouquevilla 1234, Ecclesiam de Tolchevile vers 1119 et 1139, Ecclesia de Tokevilla en 1181 et 1189, Ecclesia de Toquevilla vers 1240, Toquevilla en 1337, Touqueville en 1431, Ecclesie Sancti Salvatoris de Toquevilla en 1500 et 1501, La Sainte Trinité de Tocqueville en 1715, Toqueville sur Criel en 1740, Tocqueville en 1715, Tocqueville-sur-Eu en  1953.
Eu est le chef-lieu de canton.

## Histoire
Tocqueville-sur-Eu était membre de l'l'ex-communauté de communes du Petit Caux, un établissement public de coopération intercommunale (EPCI) à fiscalité propre créé en 1982 notamment pour bénéfocier des retombées économiques et fiscales de  la centrale nucléaire de Penly  et auquel la commune avait transféré un certain nombre de ses compétences, dans les conditions déterminées par le code général des collectivités territoriales.
L'intercommunalité qui regroupait alors 18 communes et réalisait beaucoup plus d'actions que la plupart de ses homologues, avec un coefficient d'intégration fiscal de près de 75 % contre une moyenne de 30 % environ, a souhaité se transformer en commune nouvelle le 1er janvier 2016,,. Cette transformation de la communauté de communes en une commune nouvelle dénommée Petit-Caux est actée par arrêté préfectoral du 26 novembre 2015 qui prend effet le 1er janvier 2016.
Les anciennes communes : Assigny, Auquemesnil, Belleville-sur-Mer, Berneval-le-Grand, Biville-sur-Mer, Bracquemont, Brunville, Derchigny, Glicourt, Gouchaupre, Greny, Guilmécourt, Intraville, Penly, Saint-Martin-en-Campagne, Saint-Quentin-au-Bosc, Tocqueville-sur-Eu et  Tourville-la-Chapelle deviennent ainsi le 1er janvier 2016 des communes déléguées de la commune nouvelle du Petit-Caux.

## Politique et administration
| Période                                  | Période       | Identité           | Étiquette | Qualité |
| ---------------------------------------- | ------------- | ------------------ | --------- | ------- |
| Les données manquantes sont à compléter. |               |                    |           |         |
| 1939                                     |               | Marcel Roussel     |           |         |
| avant 1988                               | ?             | Edgard Poye        |           |         |
| mars 2001                                | 2008          | Jean-Marie Brocail |           |         |
| mars 2008                                | décembre 2015 | Maurice Farçure    |           |         |

| Période      | Période                         | Identité        | Étiquette | Qualité |
| ------------ | ------------------------------- | --------------- | --------- | ------- |
| janvier 2016 | août 2020                       | Maurice Farçure |           |         |
| juillet 2020 | En cours (au 14 septembre 2021) | Gino Lefranc    |           |         |

## Population et société

### Démographie
L'évolution du nombre d'habitants est connue à travers les recensements de la population effectués dans la commune depuis 1793. À partir du 1er janvier 2009, les populations légales des communes sont publiées annuellement dans le cadre d'un recensement qui repose désormais sur une collecte d'information annuelle, concernant successivement tous les territoires communaux au cours d'une période de cinq ans. 
Pour les communes de moins de 10 000 habitants, une enquête de recensement portant sur toute la population est réalisée tous les cinq ans, les populations légales des années intermédiaires étant quant à elles estimées par interpolation ou extrapolation. Pour la commune, le premier recensement exhaustif entrant dans le cadre du nouveau dispositif a été réalisé en 2004,.
En 2013, la commune comptait 221 habitants, en évolution de +11,06 % par rapport à 2008 (Seine-Maritime : +0,48 %, France hors Mayotte : +2,49 %).
| 1793 | 1800 | 1806 | 1821 | 1831 | 1836 | 1841 | 1846 | 1851 |
| ---- | ---- | ---- | ---- | ---- | ---- | ---- | ---- | ---- |
| 250  | 292  | 272  | 259  | 258  | 230  | 248  | 237  | 236  |

| 1856 | 1861 | 1866 | 1872 | 1876 | 1881 | 1886 | 1891 | 1896 |
| ---- | ---- | ---- | ---- | ---- | ---- | ---- | ---- | ---- |
| 235  | 252  | 233  | 222  | 237  | 221  | 218  | 231  | 223  |

| 1901 | 1906 | 1911 | 1921 | 1926 | 1931 | 1936 | 1946 | 1954 |
| ---- | ---- | ---- | ---- | ---- | ---- | ---- | ---- | ---- |
| 235  | 177  | 158  | 138  | 157  | 133  | 129  | 147  | 149  |

| 1962 | 1968 | 1975 | 1982 | 1990 | 1999 | 2004 | 2009 | 2013 |
| ---- | ---- | ---- | ---- | ---- | ---- | ---- | ---- | ---- |
| 159  | 143  | 135  | 146  | 156  | 153  | 186  | 204  | 221  |

## Économie
Ce tableau (en référence) regroupe les chiffres clés de l'économie communale.

## Culture locale et patrimoine

### Lieux et monuments
- Église de la Trinité.
- Un champ d'éoliennes se trouve à la limite avec Assigny ; la plus haute mesure 125 m[réf. nécessaire].

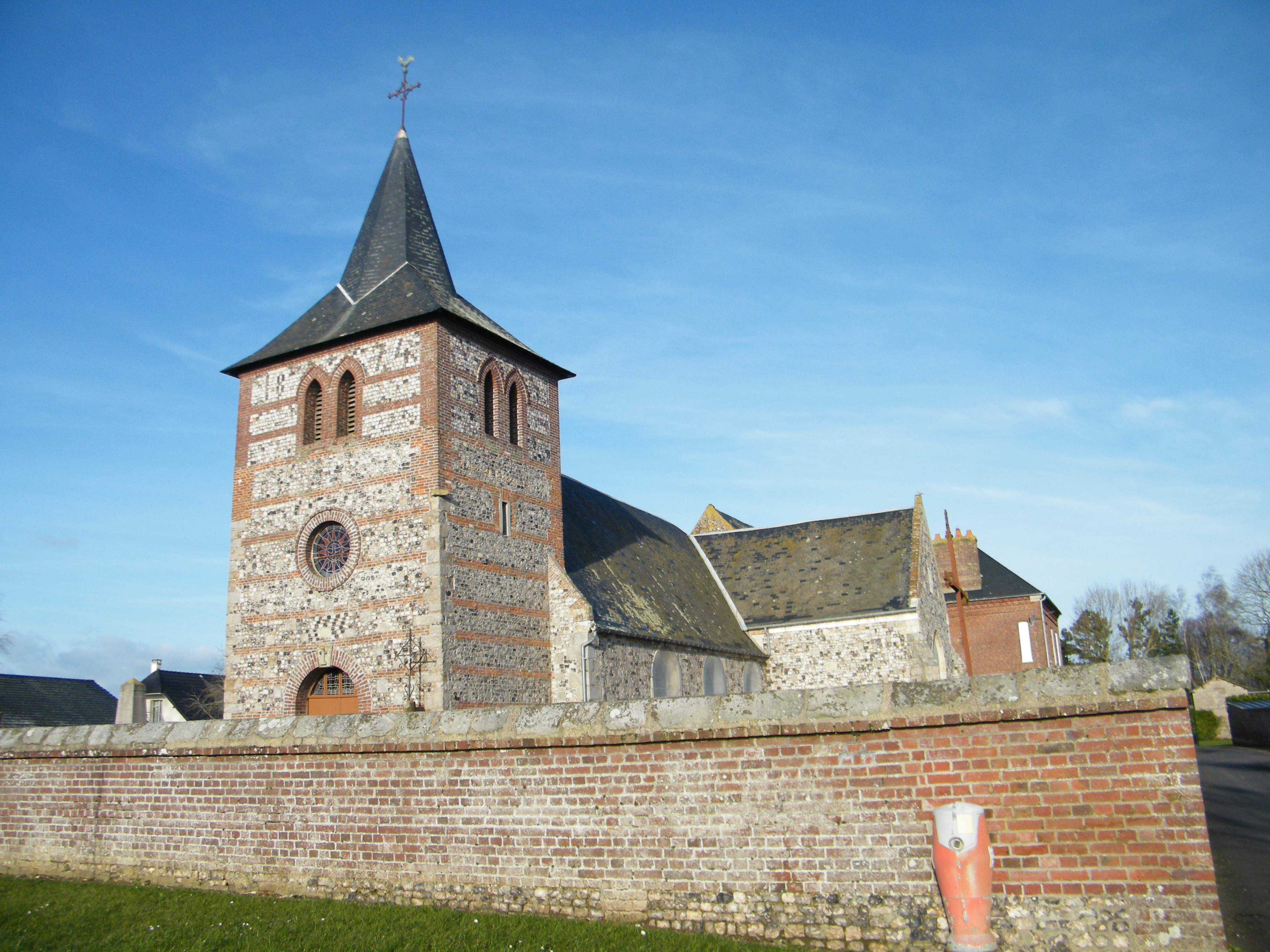
Église de la Trinité.
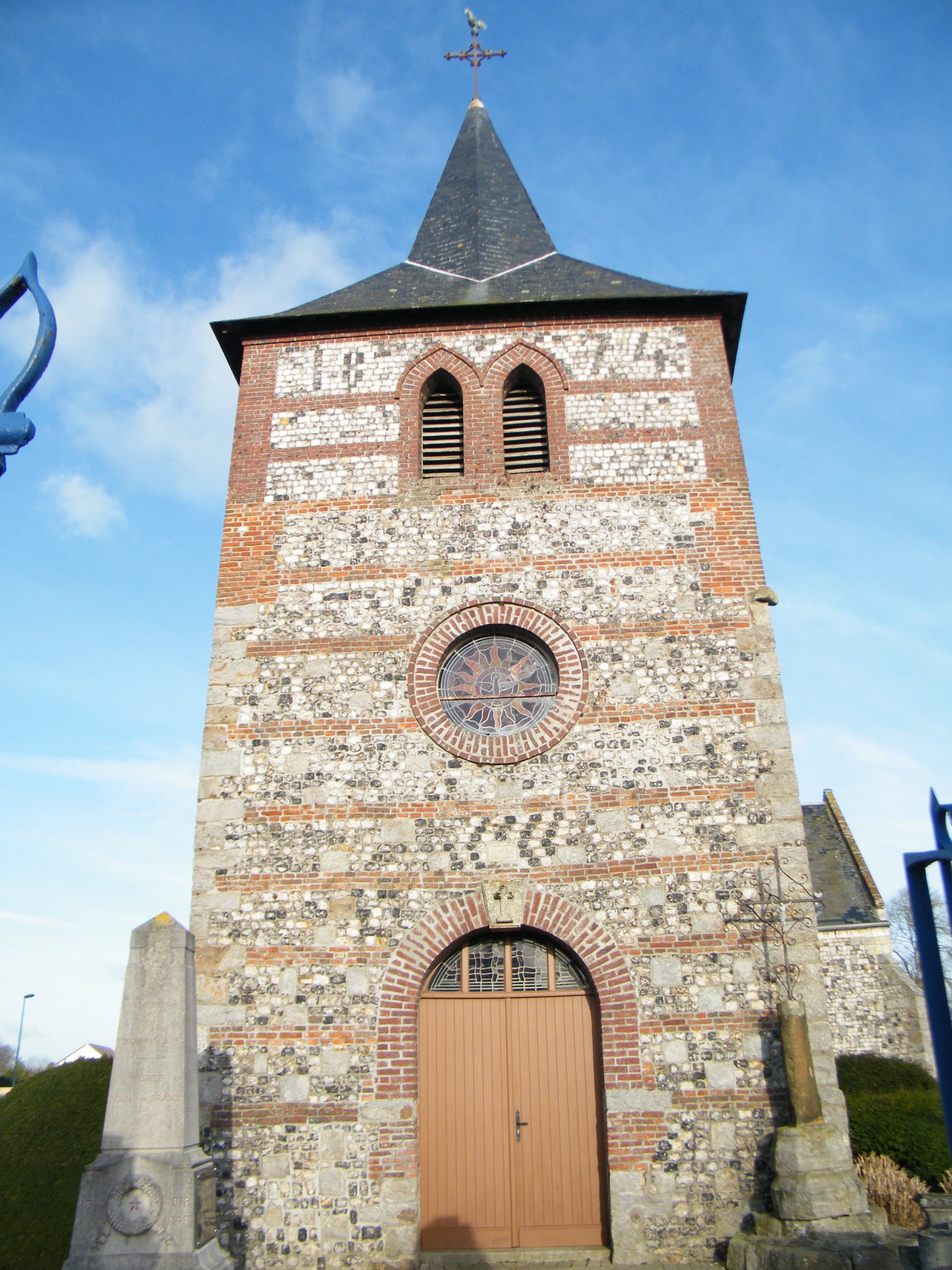
Clocher.
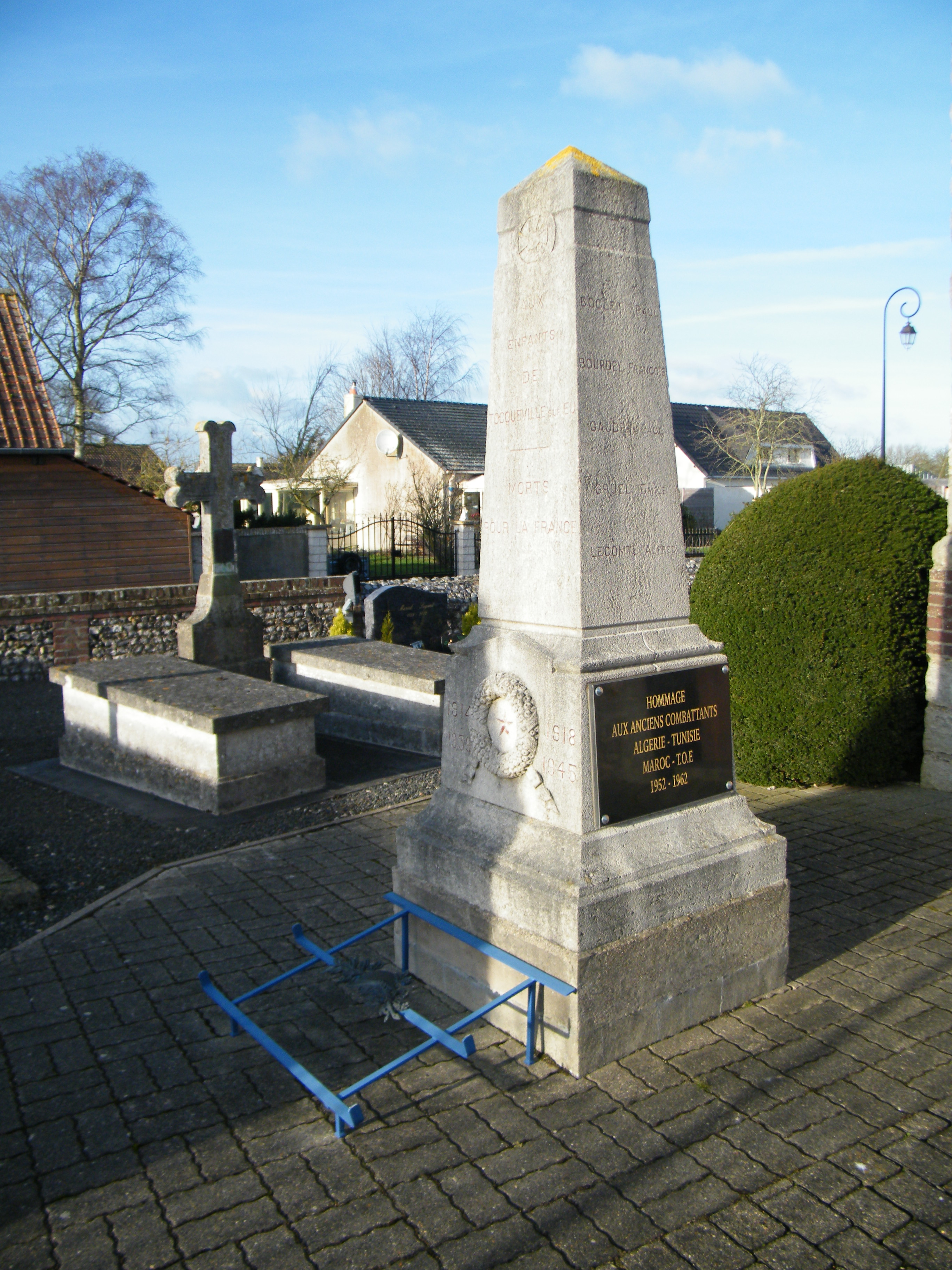
Monument aux morts.